# Homecoming (Kanye West)
Homecoming è un brano musicale del rapper statunitense Kanye West, estratto come quinto ed ultimo singolo dall'album Graduation del 2007. La canzone è stata prodotta da West e Warryn "Baby Dubb" Campbell e figura il featuring di Chris Martin, frontman dei Coldplay.
Il video musicale del brano è stato diretto da Hype Williams.

## Tracce
UK Single
1. Homecoming
2. Stronger (AD remix)

Australian iTunes - Single
1. Homecoming
2. Good Night (featuring Mos Def e Al Be Back)

## Classifiche
| Classifica (2007/2008)               | Posizione più alta |
| ------------------------------------ | ------------------ |
| Australia                            | 32                 |
| Canada                               | 79                 |
| Paesi Bassi                          | 6                  |
| Nuova Zelanda                        | 6                  |
| Finlandia                            | 7                  |
| Irlanda                              | 9                  |
| Norvegia                             | 13                 |
| Svezia                               | 19                 |
| Turchia                              | 21                 |
| Regno Unito                          | 9                  |
| Germania                             | 18                 |
| U.S. Billboard Hot 100               | 69                 |
| U.S. Billboard Hot R&B/Hip-Hop Songs | 53                 |
| U.S. Billboard Hot Rap Tracks        | 15                 |
| U.S. Billboard Pop 100               | 50                 |